# Ortensio Zecchino
Ortensio Zecchino (Asmara, Eritrea italiana, 20 de abril de 1943) es un historiador y político italiano, especialista en Historia del Derecho Medieval.

## Biografía
Nacido en Asmara, en ese entonces capital de la colonia italiana de Eritrea, siempre ha vivido en Ariano Irpino (Provincia de Avellino, Campania). Casado con la profesora de Derecho Annamaria Gambacorta, fallecida en 2015, es padre de cuatro hijos: Ettore (exconsejal regional), Irene, Francesco y Mario.

### Actividad científica
Ha sido profesor de Derecho Penal en la Universidad de Nápoles Federico II, de Historia de Instituciones Medievales en la LUMSA de Roma y la Universidad de Nápoles Suor Orsola Benincasa y profesor extraordinario de Historia del Derecho Medieval y Moderno en la Link Campus University, donde también ha sido miembro del consejo de administración de la homónima fundación.
Es cofundador y presidente (desde 1991) del Centro europeo di studi normanni, y director de las series Fonti e Studi sulle civiltà medievali de Editorial Laterza. Desde 2002 es presidente del comité de la Enciclopedia fridericiana, obra temática del Istituto dell'Enciclopedia Italiana Treccani (del que también fue miembro del comité científico) enteramente dedicada al emperador Federico II Hohenstaufen. Finalmente, preside el consorcio interuniversitario BioGeM (fundado en 2006), competente para gestionar el Instituto de Investigación "Gaetano Salvatore".

### Actividad política
Miembro de la Democracia Cristiana, a los 21 años fue elegido concejal de su ciudad, Ariano Irpino, obteniendo los encargos de asesor suplente (de 1964 a 1967) y de presidente del consorcio para la gestión del hospital local (de 1969 a 1970). De 1970 a 1979 fue concejal de la Región Campania, siendo miembro de varias comisiones (Ordenamiento de la Región, Administración Civil, Entidades Locales, Asuntos Generales, Presupuesto y Finanzas, Demanio y Patrimonio) y secretario (junto al comunista Antonio Bassolino) del primer Gabinete del Presidente Regional, presidido por Giuseppe Onofaro.
En 1979, fue elegido diputado en la I Legislatura del Parlamento Europeo entrando a formar parte del Grupo del Partido Popular Europeo, siendo miembro de la Comisión de Política Regional y Ordenación del Territorio (hasta 1982) y posteriormente de la Comisión de Asuntos Institucionales (de 1982 a 1984); como tal, fue ponente de la sección Instituciones del proyecto de Tratado de la Unión Europea, el llamado proyecto Spinelli.
Senador de la República italiana de 1987 a 2001, en 1994 adhirió al Partido Popular Italiano (PPI). Ha presidido: en la X Legislatura la Junta de asuntos de las Comunidades Europeas; en la XI, la Comisión permanente de Educación Pública - Bienes Culturales; en la XIII, la Comisión permanente de Justicia. Además, fue miembro de la Comisión bicameral de reforma constitucional establecida en la XIII Legislatura (elaborando la enmienda que introdujo en el texto final la separación del Consejo Superior de la Magistratura en dos secciones diferentes: una de los jueces y otra de los fiscales). En 1998 entró a formar parte del Gobierno D'Alema I en calidad de ministro de Universidad e Investigación Científica y Tecnológica reemplazando a Luigi Berlinguer (quien fue confirmado como Ministro de Educación Pública). Zecchino ocupó este cargo hasta 2001, también en los Gobiernos D'Alema II y Amato II. Con vistas a las elecciones generales de 2001, no respaldó la opción del PPI de fusionarse en La Margarita y dimitió como ministro, fundando Democracia Europea junto a Giulio Andreotti y Sergio D'Antoni. Al obtener el 17,8% de los votos en el distrito electoral de Ariano Irpino, no fue reelegido.
Desde entonces ha cesado su actividad política directa, aunque desde 2003 continúa a ser miembro del Partido Popular Europeo, gracias a una específica deliberación del Gabinete de Presidente de Bruselas.

## Obras
- L'origine del diritto in Federico II. Storia di un intrigo filologico. Memoria dell'Accademia nazionale dei Lincei (pp. 131), Roma 2012.
- Federico II tra giudizi e pregiudizi storiografici otto-novecenteschi, prefazione a W. Sturner, Federico II e l'apogeo dell'Impero, Roma 2007 (pp. 7 – 37).
- L'incunabolo del 1492, prefazione, edizione, traduzione e note dal Liber Constitutionum, da un ignoto incunabolo, in Federico II Enciclopedia fridericiana, III, Roma, Treccani 2008 (pp. 15 – 202).
- Il Liber Constitutionum, in Federico II Enciclopedia fridericiana, II, Roma Treccani 2005 (pp. 149 – 173).
- Il Liber Constitutionum nel contrasto tra Federico II e Gregorio IX, in Manoscritti, editoria e biblioteche dal medioevo all'età contemporanea, a cura di M. Ascheri e G. Colli, Roma 2006. - (a cura di) F. A. Vitale, Memorie istoriche e segrete del Conclave del Pontefice Pio VI, Soveria Mannelli 2005 (edizione di un manoscritto inedito con saggio introduttivo).
- Medicina e Sanità nella Costituzioni di Federico II di Svevia, Castel di Serra 2002.
- Erich Caspar e i miti della storiografia meridionale, saggio introduttivo all'edizione italiana di: E. Caspar, Ruggiero II e la fondazione della monarchia normanna di Sicilia, Roma - Bari 1999 (pp. VII - XXIII).
- I riverberi della Costituzione di Federico II nell'Italia dei comuni, in Cavalieri alla conquista del Sud a cura di E. Cuozzo e J. M. Martin, Roma - Bari 1998 (pp. 344 – 362).
- (a cura di) Alle origini del Costituzionalismo europeo, Roma - Bari, 1996 (pp. 55 – 80).
- I "parlamenti" nel regno di Ruggero II, in A.A.V.V., Alle origini del Costituzionalismo europeo, Roma -Bari 1996.
- Le edizioni delle " Constitutiones " di Federico II, Roma, 1995. - (a cura di) Pasquale Stanislao Mancini. L'uomo, lo studioso, il politico, Napoli, 1992.
- Il problema penale nelle lettere di Mancini a Mamiani, Napoli 1990. - (a cura di) Le Assise di Ariano (il testo con introduzione, traduzione e note), Cava dei Tirreni, 1984.
- Le Assise di Ruggero II, Problemi di storia delle fonti e diritto penale (Pubblicazione della Facoltà giuridica dell'Università di Napoli - CLXXV-) Napoli, Jovene 1980.
- L'assemblea di Silva Marca (1142). Montevergine 1979.

## Distinciones honoríficas
- Medalla de oro al Mérito en la Cultura y en el Arte[16]
- Caballero de Gran Cruz de la Orden al Mérito de la República Italiana[17]